# Persone di nome George/Cestisti
| Questa pagina contiene informazioni ricavate automaticamente dalle voci biografiche con l'ausilio del template Bio e di un bot. L'aggiornamento è periodico e automatico e ricostruisce completamente la pagina. Se manca una persona in questa lista, sei pregato di non aggiungerla, ma accertati piuttosto che la sua voce biografica contenga il template Bio e che i dati anagrafici siano correttamente compilati. Se il template Bio manca, inseriscilo tu stesso o, in alternativa, metti l'avviso {{tmp\|Bio}} che ne segnala la mancanza. Se i dati riportati sono sbagliati, correggi direttamente la voce biografica; le modifiche saranno visibili in questa lista entro pochi giorni. Per chiarimenti vedi il progetto antroponimi. La lista contiene solo le 99 persone che sono citate nell'enciclopedia e per le quali è stato implementato correttamente il template Bio. Pagina aggiornata al 6 mag 2025. |

Questa è una lista di persone presenti nell'enciclopedia che hanno il nome George e sono cestisti.

## A(3)
- George Ackles, ex cestista statunitense (Pittsburgh, n. 1967)
- George Adams, ex cestista statunitense (Kings Mountain, n. 1949)
- George Lucas Alves de Paula, cestista brasiliano (Diadema, n. 1996)

## B(8)
- George Banks, ex cestista statunitense (Rillito, n. 1972)
- George Blaney, ex cestista e allenatore di pallacanestro statunitense (Jersey City, n. 1939)
- George Bon Salle, cestista statunitense (Chicago, n. 1935 - South Miami, † 2015)
- George Brosterhous, ex cestista statunitense (Klamath Falls, n. 1951)
- George Brown, cestista statunitense (Detroit, n. 1935 - † 2016)
- George Bruns, ex cestista e allenatore di pallacanestro statunitense (Brooklyn, n. 1946)
- George Bucci, ex cestista e ex giocatore di baseball statunitense (Cornwall, n. 1953)
- George Byrd, ex cestista statunitense (Washington, n. 1975)

## C(5)
- George Carter, cestista statunitense (Buffalo, n. 1944 - Las Vegas, † 2020)
- George Chalhoub, cestista egiziano (Alessandria d'Egitto, n. 1931 - Alessandria d'Egitto, † 2014)
- George Chestnut, cestista statunitense (Odon, n. 1911 - Warren, † 1983)
- George Conditt, cestista statunitense (Chicago, n. 2000)
- Larry Conley, ex cestista statunitense (n. 1944)

## D(1)
- George Dempsey, cestista statunitense (Filadelfia, n. 1929 - † 2017)

## E(1)
- George Evans, ex cestista statunitense (Portsmouth, n. 1971)

## F(2)
- George Feigenbaum, cestista statunitense (Binghamton, n. 1928 - Valley Stream, † 2000)
- George Fields, cestista statunitense (Mooresville, n. 1921 - Mooresville, † 2014)

## G(6)
- George Gervin, ex cestista e allenatore di pallacanestro statunitense (Detroit, n. 1952)
- Trey Gilder, cestista statunitense (Dallas, n. 1985)
- George Gilmore, ex cestista e allenatore di pallacanestro statunitense (New Smyrna Beach, n. 1968)
- George Glamack, cestista e allenatore di pallacanestro statunitense (Johnstown, n. 1918 - Rochester, † 1987)
- George Glasgow, cestista, calciatore e allenatore di calcio statunitense (Kearny, n. 1931 - Yardley, † 2013)
- Woody Grimshaw, cestista e allenatore di pallacanestro statunitense (n. 1919 - Methuen, † 1974)

## H(9)
- George Haines, cestista statunitense (Tonawanda, n. 1921 - Bethlehem, † 2018)
- George Hallaq, cestista iracheno (Baghdad, n. 1928 - St. George, † 2019)
- Alex Hamilton, cestista statunitense (Marianna, n. 1993)
- George Hauptfuhrer, cestista statunitense (Abington, n. 1926 - Vero Beach, † 2013)
- Jud Heathcote, cestista e allenatore di pallacanestro statunitense (Harvey, n. 1927 - Spokane, † 2017)
- Paul Helcioiu, ex cestista rumeno (Bucarest, n. 1978)
- George Hesik, cestista e giocatore di baseball statunitense (Chicago, n. 1913 - Orange, † 1994)
- George Hill, cestista statunitense (Indianapolis, n. 1986)
- George Hogan, cestista statunitense (Chicago, n. 1915 - Chicago, † 1965)

## I(2)
- George Ireland, cestista e allenatore di pallacanestro statunitense (Madison, n. 1913 - Addison, † 2001)
- George Irvine, cestista, allenatore di pallacanestro e dirigente sportivo statunitense (Seattle, n. 1948 - Seattle, † 2017)

## J(4)
- George Jablonski, cestista e allenatore di pallacanestro statunitense (Milwaukee, n. 1919 - Franklin, † 1992)
- George Johnson, ex cestista e allenatore di pallacanestro statunitense (Tylertown, n. 1948)
- George Johnson, ex cestista statunitense (Brooklyn, n. 1956)
- George Johnson, ex cestista statunitense (Harleton, n. 1947)

## K(6)
- George Kaftan, cestista statunitense (New York, n. 1928 - † 2018)
- George Karl, ex cestista e allenatore di pallacanestro statunitense (Penn Hills, n. 1951)
- Trey Kell, cestista statunitense (San Diego, n. 1996)
- George King, cestista e allenatore di pallacanestro statunitense (Charleston, n. 1928 - Naples, † 2006)
- George King, cestista statunitense (Fayetteville, n. 1994)
- George Kok, cestista statunitense (Grand Rapids, n. 1922 - Louisville, † 2013)

## L(6)
- George Leach, ex cestista statunitense (Charlotte, n. 1981)
- George Lee, ex cestista e allenatore di pallacanestro statunitense (Highland Park, n. 1936)
- George Lehmann, cestista e allenatore di pallacanestro statunitense (Riverside, n. 1941 - † 2024)
- Scottie Lewis, cestista statunitense (Bronx, n. 2000)
- Ron Livingstone, cestista statunitense (Oakland, n. 1925 - † 1991)
- George Lynch, ex cestista, allenatore di pallacanestro e dirigente sportivo statunitense (Roanoke, n. 1970)

## M(11)
- Red Malackany, cestista statunitense (Rankin, n. 1913 - Braddock, † 1983)
- George McCloud, ex cestista statunitense (Daytona Beach, n. 1967)
- George McGinnis, cestista statunitense (Harpersville, n. 1950 - Indianapolis, † 2023)
- George McLeod, cestista statunitense (Greenville, n. 1931 - † 2023)
- George McLoughlin, cestista irlandese (n. 1927 - Loughlinstown, † 1955)
- George Mearns, cestista statunitense (Westerly, n. 1922 - Rockport, † 1997)
- George Mikan, cestista, allenatore di pallacanestro e dirigente sportivo statunitense (Joliet, n. 1924 - Scottsdale, † 2005)
- Larry Mikan, ex cestista statunitense (St. Louis Park, n. 1948)
- George Montgomery, ex cestista statunitense (Chicago, n. 1962)
- Nev Munro, cestista canadese (Vancouver, n. 1927 - Vancouver, † 2003)
- George Munroe, cestista statunitense (Joliet, n. 1922 - New York, † 2014)

## N(2)
- George Nelmark, cestista statunitense (Ironwood, n. 1917 - Santa Barbara, † 2010)
- George Nostrand, cestista statunitense (Uniondale, n. 1924 - Bellows Falls, † 1981)

## O(1)
- George Oelkers, cestista canadese (Winnipeg, n. 1928 - † 2018)

## P(7)
- George Papas, cestista statunitense (Jersey City, n. 1998)
- George Pastushok, cestista statunitense (Brooklyn, n. 1922 - Charlotte, † 2003)
- George Patterson, cestista statunitense (n. 1939 - † 2003)
- George Pearcy, cestista e allenatore di pallacanestro statunitense (Martinsville, n. 1919 - Martinsville, † 1992)
- George Peeples, ex cestista statunitense (n. 1943)
- George Price, ex cestista statunitense (Monticello, n. 1938)
- George Pruitt, cestista e allenatore di pallacanestro statunitense (Chicago, n. 1936 - Chicago, † 2007)

## R(7)
- Moe Radovich, cestista e allenatore di pallacanestro statunitense (Hot Springs, n. 1929 - Las Vegas, † 2004)
- George Ratkovicz, cestista statunitense (Chicago, n. 1922 - Webster, † 2007)
- George Rautins, ex cestista canadese (Toronto, n. 1953)
- George Raveling, ex cestista e allenatore di pallacanestro statunitense (Washington, n. 1937)
- George Reese, ex cestista statunitense (Columbus, n. 1977)
- George Reynolds, ex cestista statunitense (n. 1947)
- George Rung, cestista e allenatore di pallacanestro statunitense (Cleveland, n. 1916 - Parma, † 1996)

## S(7)
- Terry Schofield, ex cestista e allenatore di pallacanestro statunitense (Los Angeles, n. 1948)
- George Senesky, cestista e allenatore di pallacanestro statunitense (Mahanoy City, n. 1922 - Cape May Court House, † 2001)
- George Singleton, ex cestista statunitense (Kershaw, n. 1961)
- Chips Sobek, cestista e allenatore di pallacanestro statunitense (Hammond, n. 1920 - Hammond, † 1990)
- George Stone, cestista statunitense (Murray, n. 1946 - † 1993)
- George Stulac, ex cestista e multiplista canadese (Toronto, n. 1933)
- George Sutor, cestista statunitense (Filadelfia, n. 1943 - Eau Claire, † 2011)

## T(5)
- Gegê Chaia, ex cestista brasiliano (Rio de Janeiro, n. 1991)
- George Thompson, cestista statunitense (Brooklyn, n. 1947 - † 2022)
- George Tinsley, ex cestista statunitense (Louisville, n. 1946)
- Georgie Torres, ex cestista e allenatore di pallacanestro portoricano (New York, n. 1957)
- George Trapp, cestista statunitense (Detroit, n. 1948 - Detroit, † 2002)

## U(1)
- Brian Upson, cestista e allenatore di pallacanestro canadese (Ottawa, n. 1931 - West Vancouver, † 1982)

## V(1)
- Howard Vocke, cestista statunitense (New York, n. 1915 - Akron, † 1998)

## W(3)
- George Wearring, cestista canadese (London, n. 1928 - London, † 2013)
- George Williams, ex cestista statunitense (Monroe, n. 1981)
- George Wilson, cestista statunitense (Meridian, n. 1942 - † 2023)

## Y(1)
- George Yardley, cestista statunitense (Hollywood, n. 1928 - Newport Beach, † 2004)